# BAFTA-galan 2015
Den 68:e upplagan av BAFTA-galan hölls i Royal Opera House, London den 8 februari 2015 och belönade insatser inom filmer från 2014.  Årets värd var Stephen Fry för tionde gången.

## Vinnare och nominerade
Vinnarna listas i fetstil.
| Bästa film | Bästa regi |
| --- | --- |

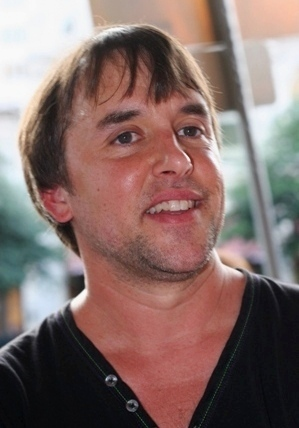
Richard Linklater
Bästa regi

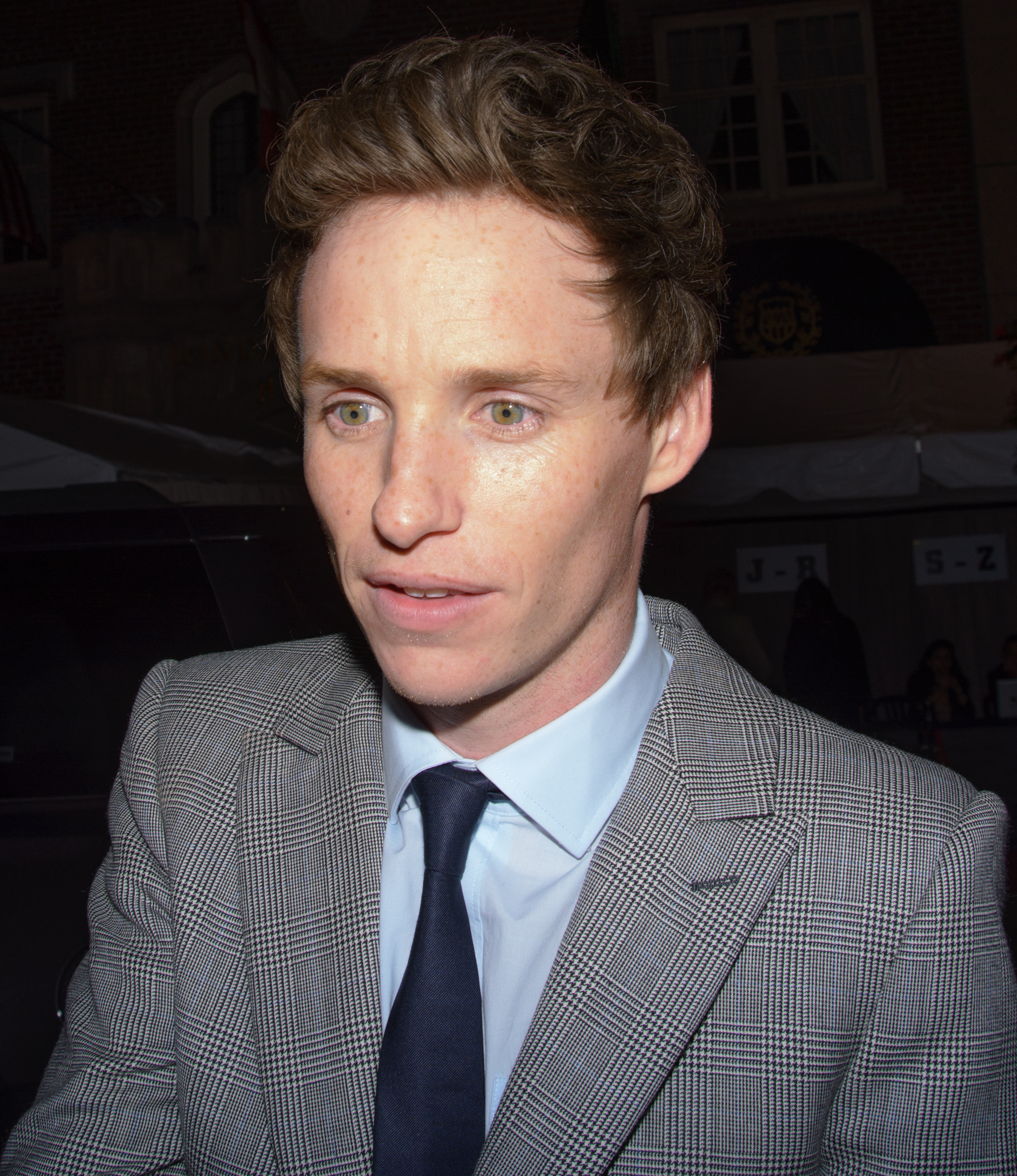
Eddie Redmayne
Bästa manliga huvudroll

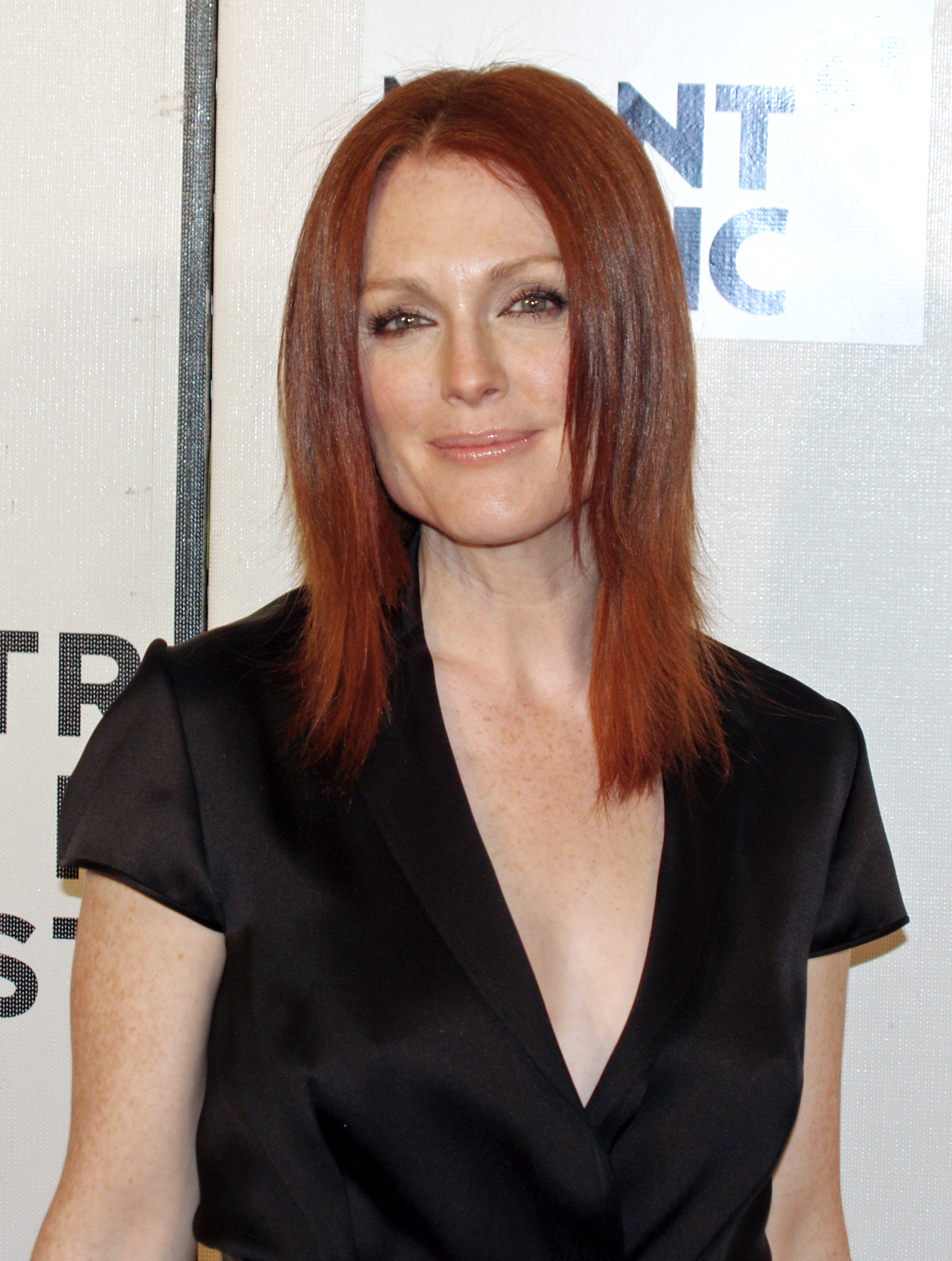
Julianne Moore
Bästa kvinnliga huvudroll

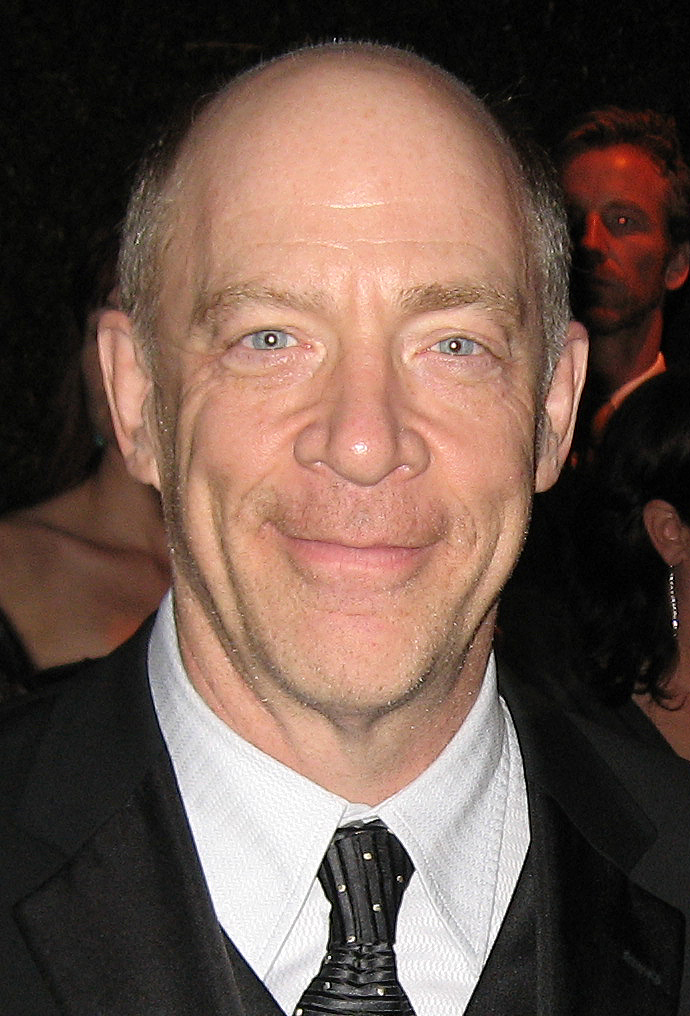
J.K. Simmons
Bästa manliga biroll

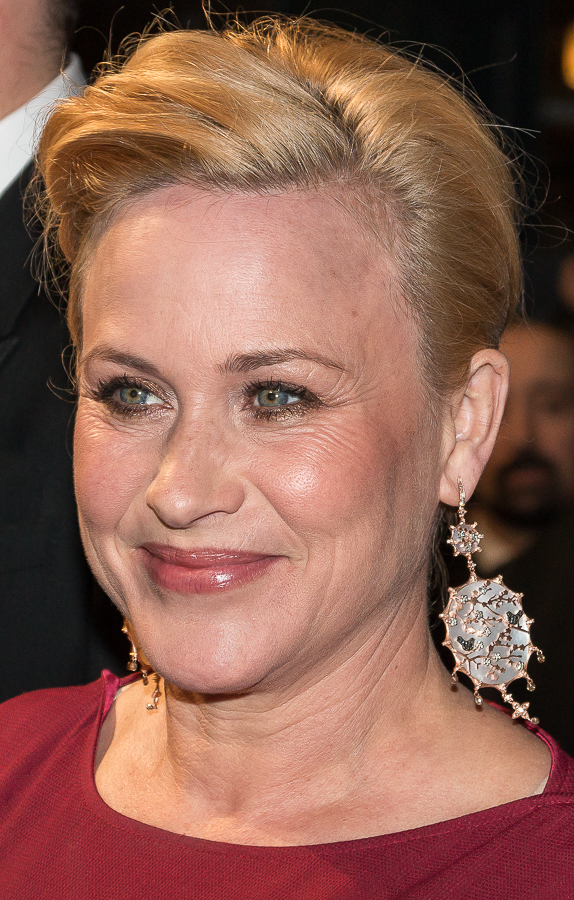
Patricia Arquette
Bästa kvinnliga biroll

| - Boyhood – Richard Linklater och Cathleen Sutherland - The Imitation Game – Nora Grossman, Ido Ostrowsky och Teddy Schwarzman - The Theory of Everything – Tim Bevan, Eric Fellner, Lisa Bruce och Anthony McCarten - Birdman – Alejandro González Iñárritu, John Lesher och James W. Skotchdopole - The Grand Budapest Hotel – Wes Anderson, Scott Rudin, Steven M. Rales och Jeremy Dawson                                                                               | - Richard Linklater – Boyhood - Alejandro González Iñárritu – Birdman - Damien Chazelle – Whiplash - James Marsh – The Theory of Everything - Wes Anderson – The Grand Budapest Hotel |
| Bästa manliga huvudroll | Bästa kvinnliga huvudroll |
| - Eddie Redmayne – The Theory of Everything - Michael Keaton – Birdman - Benedict Cumberbatch – The Imitation Game - Jake Gyllenhaal – Nightcrawler - Ralph Fiennes – The Grand Budapest Hotel | - Julianne Moore – Still Alice - Felicity Jones – The Theory of Everything - Amy Adams – Big Eyes - Reese Witherspoon – Wild - Rosamund Pike – Gone Girl |
| Bästa manliga biroll | Bästa kvinnliga biroll |
| - J.K. Simmons – Whiplash - Steve Carell – Foxcatcher - Edward Norton – Birdman - Ethan Hawke – Boyhood - Mark Ruffalo – Foxcatcher | - Patricia Arquette – Boyhood - Rene Russo – Nightcrawler - Emma Stone – Birdman - Keira Knightley – The Imitation Game - Imelda Staunton – Pride |
| Bästa originalmanus | Bästa manus efter förlaga |
| - The Grand Budapest Hotel – Wes Anderson - Boyhood – Richard Linklater - Birdman – Alejandro González Iñárritu, Nicolás Giacobone, Alexander Dinelaris och Armando Bo - Whiplash – Damien Chazelle - Nightcrawler – Dan Gilroy | - The Theory of Everything – Anthony McCarten - Gone Girl – Gillian Flynn - The Imitation Game – Graham Moore - American Sniper – Jason Dean Hall - Paddington – Paul King |
| Bästa brittiska film | Bästa icke-engelskspråkiga film |
| - The Theory of Everything – James Marsh, Tim Bevan, Eric Fellner, Lisa Bruce och Anthony McCarten - Pride – Matthew Warchus, David Livingstone och Stephen Beresford - Under the Skin – Jonathan Glazer, James Wilson, Nick Wechsler och Walter Campbell - The Imitation Game – Morten Tyldum, Nora Grossman, Ido Ostrowsky, Teddy Schwarzman och Graham Moore - '71 – Yann Demange, Angus Lamont, Robin Gutch och Gregory Burke - Paddington – Paul King och David Heyman | - Ida – Pawel Pawlikowski, Eric Abraham, Piotr Dzieciol och Ewa Puszczynska - Leviatan – Andrey Zvyagintsev, Alexander Rodnyansky och Sergey Melkumov - The Lunchbox – Ritesh Batra, Arun Rangachari, Anurag Kashyap och Guneet Monga - Två dagar, en natt – Jean-Pierre Dardenne, Luc Dardenne och Denis Freyd - Trash – Stephen Daldry, Tim Bevan, Eric Fellner och Kris Thykier                                                                                             |
| Bästa dokumentär | Bästa debut av en brittisk författare, regissör eller producent |
| - Citizenfour – Laura Poitras - 20 Feet from Stardom – Morgan Neville, Caitrin Rogers, Gil Friesen - 20,000 Days on Earth – Iain Forsyth och Jane Pollard - Vivian Maiers okända bildskatt – John Maloof och Charlie Siskel - Virunga – Orlando von Einsiedel och Joanna Natasegara | - Pride – Stephen Beresford och David Livingstone - '71 – Gregory Burke och Yann Demange - Northern Soul – Elaine Constantine - Lilting – Hong Khaou - Kajaki – Paul Katis och Andrew de Lotbiniere |
| Bästa filmmusik | Bästa ljud |
| - The Grand Budapest Hotel – Alexandre Desplat - Birdman – Antonio Sánchez - Interstellar – Hans Zimmer - The Theory of Everything – Jóhann Jóhannsson - Under the Skin – Mica Levi | - Whiplash – Thomas Curley, Ben Wilkins och Craig Mann - American Sniper – Walt Martin, John T. Reitz, Gregg Rudloff, Alan Robert Murray och Bub Asman - Birdman – Thomas Varga, Martín Hernández, Aaron Glascock, Jon Taylor och Frank A. Montaño - The Grand Budapest Hotel – Wayne Lemmer, Christopher Scarabosio och Pawel Wdowczak - The Imitation Game – John Midgley, Lee Walpole, Stuart Hilliker och Martin Jensen                                                    |
| Bästa scenografi | Bästa foto |
| - The Grand Budapest Hotel – Adam Stockhausen och Anna Pinnock - Big Eyes – Rick Heinrichs och Shane Vieau - The Imitation Game – Maria Djurkovic och Tatiana Macdonald - Interstellar – Nathan Crowley och Gary Fettis - Mr. Turner – Suzie Davies och Charlotte Watts | - Birdman – Emmanuel Lubezki - Mr. Turner – Dick Pope - The Grand Budapest Hotel – Robert D. Yeoman - Interstellar – Hoyte van Hoytema - Ida – Łukasz Żal och Ryszard Lenczewski |
| Bästa smink | Bästa kostym |
| - The Grand Budapest Hotel – Frances Hannon och Mark Coulier - Guardians of the Galaxy – Elizabeth Yianni-Georgiou och David White - Into the Woods – Peter King och J. Roy Helland - Mr. Turner – Christine Blundell och Lesa Warrener - The Theory of Everything – Jan Sewell | - The Grand Budapest Hotel – Milena Canonero - The Imitation Game – Sammy Sheldon - Into the Woods – Colleen Atwood - Mr. Turner – Jacqueline Durran - The Theory of Everything – Steven Noble |
| Bästa klippning | Bästa specialeffekter |
| - Whiplash – Tom Cross - Birdman – Douglas Crise och Stephen Mirrione - The Grand Budapest Hotel – Barney Pilling - The Imitation Game – William Goldenberg - Nightcrawler – John Gilroy - The Theory of Everything – Jinx Godfrey | - Interstellar – Paul J. Franklin, Scott R. Fisher, Andrew Lockley och Ian Hunter - Apornas planet: Uppgörelsen – Joe Letteri, Dan Lemmon, Erik Winquist och Daniel Barrett - X-Men: Days of Future Past – Richard Stammers, Anders Langlands, Tim Crosbie och Cameron Waldbauer - Hobbit: Femhäraslaget – Joe Letteri, Eric Saindon, David Clayton och R. Christopher White - Guardians of the Galaxy – Stephane Ceretti, Paul Corbould, Jonathan Fawkner och Nicolas Aithadi |
| Bästa animerade film | Bästa animerade kortfilm |
| - Lego filmen – Phil Lord och Christopher Miller - Big Hero 6 – Don Hall och Chris Williams - The Boxtrolls – Anthony Stacchi och Graham Annable | - The Bigger Picture – Chris Hees, Daisy Jacobs och Jennifer Majka - Monkey Love Experiments – Cameron Fraser, Ainslie Henderson och Will Anderson - My Dad – Marcus Armitage |
| Bästa kortfilm | Rising Star Award |
| - Boogaloo and Graham – Ronan Blaney, Brian J. Falconer och Michael Lennox - Emotional Fusebox – Michael Berliner och Rachel Tunnard - The Kármán Line – Campbell Beaton, Dawn King, Tiernan Hanby och Oscar Sharp - Slap – Islay Bell-Webb, Michelangelo Fano och Nick Rowland - Three Brothers – Aleem Khan, Matthieu de Braconier och Stephanie Paeplow | - Jack O'Connell - Gugu Mbatha-Raw - Miles Teller - Shailene Woodley - Margot Robbie |

### Academy Fellowship
- Mike Leigh
- Jon Snow
- David Braben

### Outstanding British Contribution to Cinema
- BBC Films

### Filmer med flera vinster
- 5 vinster: The Grand Budapest Hotel
- 3 vinster: Boyhood, The Theory of Everything, Whiplash

### Filmer med flera nomineringar
- 11 nomineringar: The Grand Budapest Hotel
- 10 nomineringar: Birdman, The Theory of Everything
- 9 nomineringar: The Imitation Game
- 5 nomineringar: Boyhood, Whiplash
- 4 nomineringar: Interstellar, Mr. Turner, Nightcrawler
- 3 nomineringar: Pride
- 2 nomineringar: '71, American Sniper, Big Eyes, Foxcatcher, Gone Girl, Guardians of the Galaxy, Ida, Into the Woods, Paddington, Under the Skin